# Volcà de l'Eufrates
El Volcà de l'Eufrates (àrab: بركان الفرات, Burkān al-Furāt) és una coalició establerta durant la Guerra civil siriana. Es compon principalment de la milícia kurda Unitats de Protecció Popular (YPG) i certes faccions de l'Exèrcit Lliure de Síria (FSA, per les seves sigles en anglès). El grup pretén expulsar l'Estat Islàmic (EI) de la Governació d'Alep i la Governació d'Ar-Raqqà.
En una publicació l'octubre de 2015, l'Institut per l'Estudi de la Guerra, amb seu a Washington, va considerar el Volcà de l'Eufrates com una de les forces amb més influència i poder a la Governació d'Alep, essent “Anti-EI” però no necessàriament "anti-règim". La captura de Tell Abyad el juliol de 2015 va ser un dels èxits d'aquesta coalició.
Les YPG van començar a entrenar membres del FSA el 2014. Dos dels grups que semblava que inicialment en formaven part, els Rebels Guardians de Raqqa i la Brigada Jihad en el Camí de Déu van emetre un comunicat on negaven la seva afiliació. Finalment però, van acabar unint-se.
El Volcà de l'Eufrates és un dels membres fundadors de les Forces Democràtiques de Síria.

## Grups afiliats

### Grups operatius a tot Rojava
- Unitats de Protecció Popular
- Unitats Femenines de Protecció

### Grups al Cantó de Kobanî (operant a l'oest de Tell Abyad)
- Brigades Revolucionàries d'al-Raqqa
- Brigada de Jarabulus[10]
- Exèrcit Al-Qassas
- Exèrcit dels revolucionaris[12]
  - Jabhat al-Akrad
  - Batalló del Sol del Nord
- Jaysh al-Salam
  - Brigada Jihad en el Camí de Déu

### Grups al Cantó de Cizire (operant a l'est de Tell Abyad)
- Brigada Al-Tahrir
- Brigades Revolucionàries d'al-Raqqa